# Wereldkampioenschap voetbal 2014 (achtste finale) Costa Rica - Griekenland
Dit artikel gaat over de  achtste finale tussen Costa Rica en Griekenland die gespeeld werd op zondag 29 juni 2014 tijdens het wereldkampioenschap voetbal 2014. Op dezelfde dag werd de wedstrijd Nederland – Mexico gespeeld.

## Voorafgaand aan de wedstrijd
- Costa Rica staat bij aanvang van het toernooi op de 28e plaats van de FIFA-wereldranglijst. Het land bevindt zich in een klimperiode, die in oktober 2012 begon – het land steeg in die periode van de 72e positie naar zijn huidige positie. De vorige keer dat Costa Rica eenzelfde of betere positie had, was in mei 2006 toen het land de 26e positie wist te bemachtigen.[1] Twee andere landen aangesloten bij de CONCACAF hebben een betere positie op de wereldranglijst; dat zijn Mexico en de Verenigde Staten.
- Costa Rica speelde in de groepsfase in groep D drie wedstrijden, waarvan het land twee wedstrijden won en er één gelijkspeelde. De eerste wedstrijd tegen Uruguay won Costa Rica met 1-3, de tweede wedstrijd tegen Italië won het land met 0-1 en laatste wedstrijd tegen Engeland werd met 0-0 gelijkgespeeld.
- Griekenland staat bij aanvang van het toernooi op de twaalfde plaats van de wereldranglijst. Het land schommelt sinds de zomer van 2004 rond de vijftiende positie op de wereldranglijst, met in deze periode een dieptepunt in juli en augustus 2006, toen het land op de 32e positie stond. Zijn hoogtepunt bereikte het Grieks voetbalelftal in april 2008 en in oktober 2011 (achtste positie).[2] In totaal hebben zeven andere landen van de UEFA een betere positie op de FIFA-wereldranglijst.
- Griekenland won in de poulefase in groep C een van de drie wedstrijden. De eerste wedstrijd tegen Colombia verloor Griekenland met 3-0, de tweede wedstrijd tegen Japan speelde het land met 0-0 gelijk en de laatste wedstrijd tegen Ivoorkust won het land met 2-1.
- Deze landen speelden nooit eerder tegen elkaar.[3]

## Wedstrijdgegevens
| Datum                | 29 juni 2014                      | 29 juni 2014                      |
| Wedstrijdnummer      | 52                                | 52                                |
| Stadion              | Itaipava Arena Pernambuco, Recife | Itaipava Arena Pernambuco, Recife |
| Toeschouwers         | 41.242                            | 41.242                            |
| Scheidsrechter       | Ben Williams                      | Ben Williams                      |
| Assistenten          | Matthew Cream Hakan Anaz          | Matthew Cream Hakan Anaz          |
| Vierde official      | Nawaf Shukralla                   | Nawaf Shukralla                   |
| Man van de wedstrijd | Keylor Navas                      | Keylor Navas                      |
|                      | Costa Rica                        | Griekenland                       |
| Doelpunten           | 1                                 | 1                                 |
| Gele kaarten         | 6                                 | 2                                 |
| Rode kaarten         | 1                                 | 0                                 |
| Wissels              | 3                                 | 3                                 |
| Schoten op doel      | 2                                 | 13                                |
| Schoten naast doel   | 4                                 | 11                                |
| Overtredingen        | 22                                | 16                                |
| Hoekschoppen         | 3                                 | 11                                |
| Buitenspel           | 1                                 | 10                                |
| Balbezit (%)         | 43                                | 57                                |

| Costa Rica | 1 – 1 (5 – 3 n.s.) | Griekenland |
| Bryan Ruiz (Cristian Bolaños) 52' Celso Borges Bryan Ruiz Giancarlo González Joel Campbell Michael Umaña                                                                 | goals (assists)    | 90+1' Sokratis Papastathopoulos Konstantinos Mitroglou Lazaros Christodoulopoulos José Holebas Theofanis Gekas |
| Jorge Luis Pinto | bondscoach         | Fernando Santos |
| Keylor Navas Giancarlo González Michael Umaña Óscar Duarte Júnior Díaz Cristian Gamboa 77' Celso Borges Cristian Bolaños 83' Yeltsin Tejeda 66' Joel Campbell Bryan Ruiz | opstellingen       | Orestis Karnezis Kostas Manolas Vasilis Torosidis Sokratis Papastathopoulos José Holebas 78' Ioannis Maniatis Giorgos Karagounis 58' Andreas Samaris Georgios Samaras 69' Dimitrios Salpigidis Lazaros Christodoulopoulos |
| José Miguel Cubero 66' Johnny Acosta 77' Randall Brenes 83' | wissels            | 58' Konstantinos Mitroglou 69' Theofanis Gekas 78' Kostas Katsouranis |
| Yeltsin Tejeda 48' Esteban Granados 57' Óscar Duarte 42' Bryan Ruiz 70' Keylor Navas 90'                                                                                 | gele kaarten       | 36' Andreas Samaris 72' Kostas Manolas |
| Óscar Duarte 42', 66' | rode kaarten       | |

## Wedstrijden
| Groepswedstrijden      |                       |                         |                       |                         |                        |                        |                         |
| Groep A                | Groep B               | Groep C                 | Groep D               | Groep E                 | Groep F                | Groep G                | Groep H                 |
| Brazilië – Kroatië     | Spanje – Nederland    | Colombia - Griekenland  | Uruguay – Costa Rica  | Zwitserland – Ecuador   | Argentinië – Bosnië    | Duitsland – Portugal   | België – Algerije       |
| Mexico – Kameroen      | Chili – Australië     | Ivoorkust – Japan       | Engeland – Italië     | Frankrijk – Honduras    | Iran – Nigeria         | Ghana – U.S.A.         | Rusland – Zuid-Korea    |
| Kameroen – Kroatië     | Australië – Nederland | Japan – Griekenland     | Italië – Costa Rica   | Honduras – Ecuador      | Nigeria – Bosnië       | U.S.A. – Portugal      | Zuid-Korea – Algerije   |
| Brazilië – Mexico      | Spanje – Chili        | Colombia – Ivoorkust    | Uruguay – Engeland    | Zwitserland – Frankrijk | Argentinië – Iran      | Duitsland – Ghana      | België – Rusland        |
| Kameroen – Brazilië    | Australië – Spanje    | Japan – Colombia        | Italië – Uruguay      | Honduras – Zwitserland  | Nigeria – Argentinië   | U.S.A. – Duitsland     | Zuid-Korea – België     |
| Kroatië – Mexico       | Nederland – Chili     | Griekenland – Ivoorkust | Costa Rica – Engeland | Ecuador – Frankrijk     | Bosnië – Iran          | Portugal – Ghana       | Algerije – Rusland      |
| Achtste finales        |                       |                         |                       |                         |                        |                        |                         |
| Brazilië Chili         | Colombia Uruguay      | Frankrijk Nigeria       | Duitsland Algerije    | Nederland Mexico        | Costa Rica Griekenland | Argentinië Zwitserland | België Verenigde Staten |
| Kwartfinales           |                       |                         |                       |                         |                        |                        |                         |
| Brazilië – Colombia    | Brazilië – Colombia   | Frankrijk – Duitsland   | Frankrijk – Duitsland | Nederland – Costa Rica  | Nederland – Costa Rica | Argentinië – België    | Argentinië – België     |
| Halve finales          |                       |                         |                       |                         |                        |                        |                         |
| Brazilië – Duitsland   | Brazilië – Duitsland  | Brazilië – Duitsland    | Brazilië – Duitsland  | Nederland – Argentinië  | Nederland – Argentinië | Nederland – Argentinië | Nederland – Argentinië  |
| Troostfinale           |                       |                         |                       |                         |                        |                        |                         |
| Brazilië – Nederland   |                       |                         |                       |                         |                        |                        |                         |
| Finale                 |                       |                         |                       |                         |                        |                        |                         |
| Duitsland – Argentinië |                       |                         |                       |                         |                        |                        |                         |

FEDEFUTBOL · A-internationals · Selecties · Bondscoaches · Costa Ricaans vrouwenelftal · Costa Rica U21 · Costa Rica U20 · Costa Rica U19 · Costa Rica U18 · Costa Rica U17
1920 – 1949 ·
1950 – 1969 ·
1970 – 1979 ·
1980 – 1989 ·
1990 – 1999 ·
2000 – 2009 ·
2010 – 2019 ·
2020 − 2029
Copa América 1997 · 
Copa América 2001 · 
Copa América 2004 · 
Copa América 2011 · 
Copa América 2016
WK 1990 · 
WK 2002 · 
WK 2006 · 
WK 2014 · 
WK 2018
OS 1980 · 
OS 1984 · 
OS 2004
1921 · 
1922–1929 · 
1930 · 
1931–1934 · 
1935 · 
1936–1937 · 
1938 · 
1939 · 
1940 · 
1941 · 
1942 · 
1943 · 
1944–1945 · 
1946 · 
1947 · 
1948 · 
1949 · 
1950 · 
1951 · 
1952 · 
1953 · 
1954 · 
1955 · 
1956 · 
1957 · 
1958 · 
1959 · 
1960 · 
1961 · 
1962 · 
1963 · 
1964 · 
1965 · 
1966 · 
1967 · 
1968 · 
1969 · 
1970 · 
1971 · 
1972 · 
1973 · 
1974–1975 · 
1976 · 
1977–1978 · 
1979 · 
1980 · 
1981–1982 · 
1983 · 
1984 · 
1985 · 
1986 · 
1987 · 
1988 · 
1989 · 
1990 · 
1991 · 
1992 · 
1993 · 
1994 · 
1995 · 
1996 · 
1997 · 
1998 · 
1999 · 
2000 · 
2001 · 
2002 · 
2003 · 
2004 · 
2005 · 
2006 · 
2007 · 
2008 · 
2009 · 
2010 · 
2011 · 
2012 · 
2013 · 
2014 · 
2015 · 
2016 · 
2017 ·
2018 ·
2019 ·
2020 ·
2021 ·
2022 ·
2023 ·
2024
Argentinië ·
Aruba ·
Australië ·
Barbados ·
België ·
Belize ·
Bermuda ·
Bolivia ·
Bosnië en Herzegovina ·
Brazilië ·
Canada ·
Chili ·
China ·
Colombia ·
Cuba ·
Curaçao ·
Dominicaanse Republiek ·
Duitsland ·
Ecuador ·
El Salvador ·
Engeland ·
Finland ·
Frankrijk ·
Grenada ·
Griekenland ·
Guatemala ·
Guyana ·
Haïti ·
Honduras ·
Hongarije ·
Ierland ·
Iran ·
Italië ·
Jamaica ·
Japan ·
Joegoslavië ·
Kameroen ·
Marokko ·
Mexico ·
Nederland ·
Nederlandse Antillen ·
Nicaragua ·
Nieuw-Zeeland ·
Nigeria ·
Noord-Ierland ·
Noorwegen ·
Oekraïne ·
Oezbekistan ·
Oman ·
Oostenrijk ·
Panama ·
Paraguay ·
Peru ·
Polen ·
Puerto Rico ·
Qatar ·
Rusland ·
Saint Kitts en Nevis ·
Saint Vincent en de Grenadines ·
Saoedi-Arabië ·
Schotland ·
Servië ·
Slowakije ·
Sovjet-Unie ·
Spanje ·
Suriname ·
Trinidad en Tobago ·
Tsjechië ·
Tsjecho-Slowakije ·
Tunesië ·
Turkije ·
Uruguay ·
Venezuela ·
Verenigde Arabische Emiraten ·
Verenigde Staten ·
Wales ·
Zuid-Afrika ·
Zuid-Korea ·
Zweden ·
Zwitserland
Brazilië (2018) ·
China (2002) · 
Duitsland (2006) · 
Ecuador (2006) · 
Engeland (2014) · 
Griekenland (2014) · 
Italië (2014) ·
Nederland (2014) · 
Polen (2006) · 
Servië (2018) ·
Spanje (2022) ·
Turkije (2002) · 
Uruguay (2014) ·
Zwitserland (2018)
EPO · A-internationals · Bondscoaches · Selecties · Grieks vrouwenelftal · Olympisch elftal · Griekenland U21 · Griekenland U20 · Griekenland U19 · Griekenland U18 · Griekenland U17 · Griekenland U16
1920 – 1929 ·
1930 – 1939 ·
1940 – 1949 ·
1950 – 1959 ·
1960 – 1969 ·
1970 – 1979 ·
1980 – 1989 ·
1990 – 1999 ·
2000 – 2009 ·
2010 – 2019 ·
2020 − 2029
EK 1980 · 
EK 2004 · 
EK 2008 · 
EK 2012
WK 1994 · 
WK 2010 · 
WK 2014
OS 1920 · 
OS 1952 · 
OS 2004
1920 · 
1921–1928 · 
1929 · 
1930 · 
1931 · 
1932 · 
1933 · 
1934 · 
1935 · 
1936 · 
1937 · 
1938 · 
1939–1947 · 
1948 · 
1949 · 
1950 · 
1952 · 
1952 · 
1953 · 
1954 · 
1955 · 
1956 · 
1957 · 
1958 · 
1959 · 
1960 · 
1961 · 
1962 · 
1963 · 
1964 · 
1965 · 
1966 · 
1967 · 
1968 · 
1969 · 
1970 · 
1971 · 
1972 · 
1973 · 
1974 · 
1975 · 
1976 · 
1977 · 
1978 · 
1979 · 
1980 · 
1981 · 
1982 · 
1983 · 
1984 · 
1985 · 
1986 · 
1987 · 
1988 · 
1989 · 
1990 · 
1991 ·
1992 · 
1993 · 
1994 · 
1995 · 
1996 · 
1997 · 
1998 · 
1999 · 
2000 · 
2001 · 
2002 · 
2003 · 
2004 · 
2005 · 
2006 · 
2007 · 
2008 · 
2009 · 
2010 · 
2011 · 
2012 · 
2013 · 
2014 · 
2015 · 
2016 · 
2017 · 
2018 ·
2019 ·
2020 ·
2021 ·
2022 ·
2023
Albanië ·
Argentinië ·
Armenië ·
Australië ·
België ·
Bolivia ·
Bosnië en Herzegovina ·
Brazilië ·
Bulgarije ·
Canada ·
Chili ·
Colombia ·
Costa Rica ·
Cyprus ·
Denemarken ·
DDR · 
Duitsland ·
Ecuador · 
Egypte ·
El Salvador ·
Engeland ·
Estland ·
Ethiopië ·
Faeröer ·
Finland ·
Frankrijk ·
Georgië ·
Ghana ·
Gibraltar ·
Honduras ·
Hongarije ·
Ierland ·
IJsland ·
Israël ·
Italië ·
Ivoorkust ·
Japan ·
Joegoslavië ·
Kameroen ·
Kazachstan ·
Kosovo ·
Kroatië ·
Letland ·
Libië ·
Liechtenstein ·
Litouwen ·
Luxemburg ·
Malta ·
Marokko ·
Mexico ·
Moldavië ·
Montenegro ·
Nederland ·
Nieuw-Zeeland ·
Nigeria ·
Noord-Ierland ·
Noord-Korea · 
Noorwegen ·
Oekraïne ·
Oostenrijk ·
Palestina ·
Paraguay · 
Polen ·
Portugal ·
Qatar ·
Roemenië ·
Rusland ·
San Marino ·
Saoedi-Arabië · 
Schotland ·
Senegal · 
Servië · 
Slovenië ·
Slowakije ·
Sovjet-Unie ·
Spanje ·
Syrië ·
Tsjechië ·
Tsjecho-Slowakije ·
Turkije ·
Verenigde Staten ·
Wales ·
Wit-Rusland · 
Zuid-Korea ·
Zweden ·
Zwitserland
Colombia (2014) · 
Costa Rica (2014) · 
Duitsland (2012) · 
Ivoorkust (2014) · 
Japan (2014) ·
Polen (2012) ·
Portugal (2004, 2) · 
Rusland (2008) ·
Rusland (2012) ·
Spanje (2008) ·
Tsjechië (2012) ·
Zuid-Korea (2010) ·
Zweden (2008)